# (9924) 1981 EM24
(9924) 1981 EM24 là một tiểu hành tinh vành đai chính. Nó bay quanh Mặt Trời theo chu kỳ 4.66 năm. Nó có quan hệ với các tiểu hành tinh thuộc nhóm Liberatrix.
Được phát hiện ngày 2 tháng 3 năm 1981 bởi Schelte Bus ở Đài thiên văn Siding Spring, tên chỉ định của nó là "1981 EM24".